# Supercoop
Supercoop est un supermarché coopératif situé à Bordeaux en France.

## Historique
Après avoir découvert Park Slope Food Coop et avoir passé deux semaines à New York pour connaître plus en détail le projet, Anne Monloubou souhaite lancer un projet similaire dans la métropole bordelaise. Le projet prend d'abord la forme d'une association fondée en mars 2015 : Les amis de supercoop. Forte de 205 membres fin 2015, l'association compte près de 500 adhérents mi-2016. Avant l'ouverture du supermarché physique, l'association commence par mettre en place un groupement d'achat qui permet aux adhérents de commander des produits sur le site de l'association et de les récupérer lors de deux distributions mensuelles au sein du parc béglais de Mussonville. 
La mairie de Bègles propose alors à l'association d'occuper le local de l'ancienne trésorerie du centre-ville de Bègles. L'association inaugure officiellement ses locaux le 16 janvier 2016. À cette date l'association est toujours à la recherche du local qui hébergera le supermarché « définitif ». Cette même année, l'association bénéficie d'un financement de 16 000 € par le Fonds social européen et de 27 000 € récoltés par l'intermédiaire d'une campagne de financement participatif.
En 2017, l'association des amis de supercoop revendique 750 adhérents et se fixe un objectif de 1 200 pour être autosuffisante. L'objectif est d'ouvrir début 2018 mais le local n'est pas encore trouvé.
C'est finalement au mois de mai 2018 que le supermarché ouvre officiellement ses portes dans des locaux loués à Bordeaux, rue Oscar-et-Jean-Auriac,. À cette date, les 600 adhérents de la coopérative ont accès à 1 400 références de produits. L'année suivante le supermarché annonce un chiffre d'affaires mensuel de 65 000 euros.
En 2021, le supermarché compte 1 400 adhérents et 3 000 produits référencés pour une surface de vente de 135 m2. 
En avril 2023, le chiffre d'affaires atteint 997 000 euros sur une année.

## Fonctionnement
Le supermarché compte 3 salariés en 2020, épaulés par les membres de la coopérative qui doivent chacun consacrer 3 heures toutes les quatre semaines à la gestion du magasin.
Le choix des produits est géré par les bénévoles coopérateurs. Le supermarché applique une marge unique de 17% sur le prix de vente réinvestie dans le fonctionnement. En 2025, la marge est de 23%.